# 分化群8
分化群8（cluster of differentiation 8，CD8）又称表面抗原分化簇8，是细胞毒性T细胞的膜上標記（surface marker）之一。當病菌入侵人體，有一部分必定會被廣佈的抗原呈現細胞（此時主要指非B細胞的巨噬細胞及樹突細胞）給吞噬，其餘病菌則順利潛入正常的體細胞中。病菌無論是進入正常體細胞或抗原呈現細胞，其構成抗原的部分必會與細胞內的MHC結合而表現在細胞外。
抗原呈現細胞與正常體細胞不同處，就在於抗原呈現細胞能「移動」至最近的淋巴結。在淋巴結中有許多CD8序列相異的、「不」具毒殺能力的T細胞，當其中一種（可能或通常不只一種）CD8 T細胞對抗原「有反應」，該T細胞便開始分裂、並成熟為毒殺型T細胞。毒殺型T細胞在周遊人體時若「碰巧」（或是受發炎反應物質吸引）遇到一個受感染的正常細胞，其表面有如前所述的「抗原與MHC的結合體」，則該T細胞便會「毒殺」受感染的細胞。

## 外部連結
- T-cell Group - Cardiff University
- Mouse CD Antigen Chart
- Human CD Antigen Chart（页面存档备份，存于）